# مک کسکیل (آرکانزاس)
مک کسکیل (آرکانزاس) (به انگلیسی: McCaskill, Arkansas) یک شهر در ایالات متحده آمریکا با جمعیت ۹۶ نفر است که در آرکانزاس واقع شده‌است.

## موقعیت جغرافیایی
موقعیت جغرافیایی شهرها و مناطق اطراف به شرح زیر است: